# ПФК ЦСКА (София) през сезон 2016/17
На 3 юни Лицензионната комисия на Българския футболен съюз издава лиценз на новото дружество „ПФК ЦСКА – София“ ЕАД за сезон 2016/2017 в Първа професионална футболна лига.
На 13 юли Министерство на младежта и спорта на България (ММС) със заповед от министъра Красен Кралев прекратява едностранно договора си с „ПФК ЦСКА“ АД за безвъзмездно ползване на базите – стадион Българска армия и тренировъчната база в Панчарево, и ги предоставя за възмездно ползване от „ПФК ЦСКА – София“ АД. Като причина за това се посочва, че отначало при откриване на производството по несъстоятелност на „ПФК ЦСКА“ АД, ММС е включено в списъка с кредитори с вземане в размер на 929 109,14 лв. неизплатени задължения към Столична община за двете бази за периода 2012 – 2015 г., които според договорите трябва да бъдат заплатени от ползвателя на базите. Впоследствие ММС е изключено от списъка и не се предвижда изплащане на задълженията. На 12 юли 2016 г. „ПФК ЦСКА – София“ ЕАД писмено иска от ММС да ползва възмездно стадион „Българска армия“ и база „Панчарево“. Решението е, че на търг ще се обяви кой ще вземе базите под наем, като в цената ще бъде включено и задължението на „ПФК ЦСКА“ АД към министерството.
На 29 юли ЦСКА печели с 2:0 домакинството си срещу Славия пред над 10 000 свои привърженици на стадион „Българска Армия“, следват няколко слаби мача срещу новака Верея (Стара Загора) и Пирин (Благоевград), след които старши треньорът на ЦСКА Христо Янев подава оставка, която е приета от ръководството на клуба и няколко дни по-късно за наставник на „армейците“ е назначен синът на легендарния румънски футболист и треньор Ангел Йорданеску, Едуард Йорданеску. Преди официалната си пресконференция пред медиите, той е представен първо на феновете на „червените“. В дебюта си начело на ЦСКА Йорданеску записва победа с 2:0 над Локомотив (Горна Оряховица). След серия лоши резултати Йорданеску подава оставка на 27 ноември и до зимната пауза е заменен от Стамен Белчев, който дотогава е треньор на втория отбор. Под ръководството на Белчев отбора се стабилизира и показва най-добри резултати от всички отбори в Първа лига и завърши на второ място след Лудогорец. Във вечното дерби отборът допуска пълен обрат за първи път от 13 години от Левски на 4 март 2017 г. с 1:2, пред 18 000 на националния стадион, но по-късно записва две категорични победи над „сините“ с по 3:0. В края на сезона ЦСКА завършва втори на 16 точки от първия Лудогорец
На 29 май 2017 г. от БФС заявяват, че са получили отказ за участие на ЦСКА в европейските клубни турнири за следващите два сезона.